# Ranoidea manya
Ranoidea manya là một loài nhái bén thuộc họ Pelodryadidae (Hylidae).
Đây là loài đặc hữu của Úc.
Môi trường sống tự nhiên của chúng là đồng cỏ khô nhiệt đới hoặc cận nhiệt đới vùng đất thấp và đầm nước ngọt có nước theo mùa.